# Mehmet VI
Mehmet VI (14 de gener de 1861 – 16 de maig de 1926) va ser el darrer soldà de l'Imperi Otomà, regnant entre 1918 i 1922. Germà de Mehmet V, va ser designat hereu com a membre més gran de la Casa d'Osman, quan el fill d'aquest Yusuf Izz al-Din va morir (1916). El novembre de 1916 va representar al sultà en els funerals de Francesc Josep d'Àustria-Hongria i el gener de 1917 va fer una visita oficial a Alemanya. A la mort de Mehmet V (3 de juliol) el va succeir al tron i el 4 de juliol de 1918 se li entregà l'espasa d'Osman.
La Primera Guerra Mundial havia estat desastrosa per l'Imperi Otomà. Els anglesos havien ocupat Bagdad i Jerusalem, i els vencedors van acordar de repartir-se l'Imperi. El 8 d'octubre Mehmed Talat Pasha va presentar la dimissió que li fou acceptada, i va intentar nomenar primer ministre a Ahmed Tevfik Paşa, parent seu i lleial, però aquest no va poder formar govern i va nomenar al general Ahmed İzzet Pasha, vell opositor a la guerra, que va signar l'armistici de Moudros, el 30 d'octubre de 1918. El gran visir refusava apartar del govern als membres del Comitè Unió i Progrés (CUP) i es va enfrontar al sultà, presentant la dimissió, sent substituït finalment per Ahmed Tevfik Paşa, però aquest no va trobar aliances per desfer-se del CUP i el 10 de març del 1919 fou substituït per Damat Ferid Pasha, cunyat del sultà.
De moment els turcs es van manifestar dòcils a les exigències aliades però quan els grecs foren autoritzats a desembarcar a Esmirna el 15 de maig de 1919 va esclatar un moviment d'oposició i el general Mustafa Kemal Pasha, inspector general del IX (després III) Exèrcit va desembarcar a Samsun i va agafar la direcció, sense obeir l'orde de tornar a Istanbul. Anatòlia va quedar aïllada de la capital. El gran visir va dimitir (5 d'octubre) i el 7 de novembre fou elegit un nou parlament que va tenir representació dels rebels nacionalistes. Els grans visirs següents (Ali Rıza Pasha fins al 2 de març de 1920 i Hulusi Salih Pasha fins al 2 d'abril de 1920) van negociar amb Kemal que va traslladar la seu a Ankara el 27 de desembre de 1919, però els contactes es van acabar quan els aliats van posar Istanbul sota administració militar conjunta el 16 de març de 1920 i van arrestar a simpatitzants nacionalistes. Mehmet va designar altre cop gran visir a Damat Ferid Pasha el 5 d'abril. L'11 d'abril va dissoldre el parlament i el mateix dia el Shaykh al-Islam Abd Allah Dürri-zade va emetre una sèrie de fàtues posant fora de la llei als nacionalistes.
Membres del parlament dissolt van fugir a Ankara i amb altres representants nacionalistes es van constituir en Gran Assemblea Nacional de Turquia el 23 d'abril que va escollir el seu propi govern (Comitè de Comissaris Executius) però va proclamar la lleialtat envers el sultà i califa. El govern d'Istanbul va intentar eliminar el moviment nacionalista per la força i va enviar tropes i va fomentar revoltes, i el 24 de maig de 1920 la condemna a mort contra Kemal (dictada en absència) fou ratificada. A la conferència de San Remo l'abril de 1920 França va obtenir un mandat sobre Síria el Regne Unit sobre Palestina i Mesopotàmia. El 19 d'agost de 1920 els delegats de Mehmet van ratificar els acords signant el tractat de Sèvres, confirmant el desmembrament de l'Imperi. La Gran Assemblea Nacional el va rebutjar.
Els contactes aliats amb els nacionalistes van provocar la dimissió (i exili) del gran visir (18 d'octubre de 1920). Tewfik fou nomenat per darrera vegada el 21 d'octubre de 1920. Després de derrotar els grecs a Inönü, la Gran Assemblea Nacional (GAN) va proclamar una nova constitució (20 de gener de 1921) que establia la sobirania del poble. Tewfik va anar a la Conferència de Londres de 1921 que fou un fracàs (febrer i març).
El 9 de setembre de 1922, derrotats els grecs, els turcs entraven a Esmirna. A l'armistici de Mudanya (11 d'octubre de 1922) el govern del sultà no en fou part. Finalment els dos governs foren convidats a la conferència de pau de Lausana però el GAN va rebutjar el govern rival i l'1 de novembre de 1922 va votar una llei que separava les funcions de sultà de les de califa i declarava el sultanat abolit (amb efectes retroactius de 16 de març de 1920 data de l'ocupació d'Istanbul pels Aliats). Tewfik va dimitir el 4 de novembre. El 10 de novembre de 1922 Mehmet fou nomenat només com a califa a la khutba.

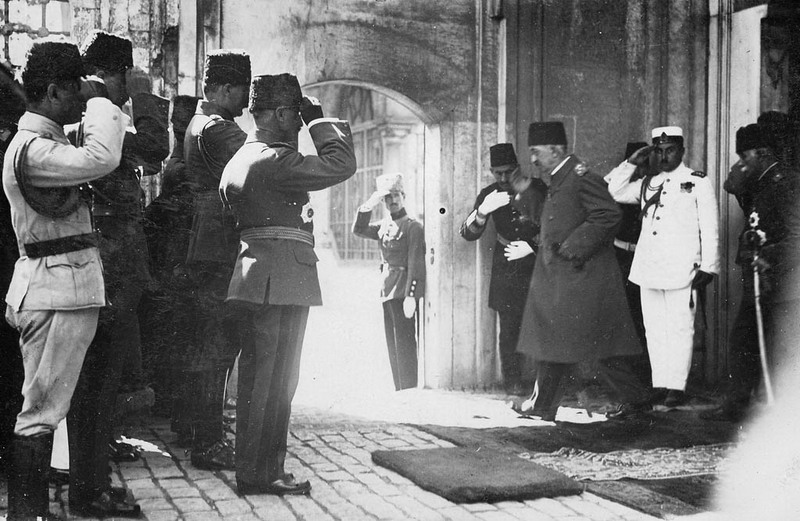
Mehmet VI abandonant el Palau el 1922.

Considerant la seva vida en perill va demanar al general britànic Sir Charles Harington d'organitzar la seva sortida del país i va abandonar Istanbul a bord del vaixell de guerra britànic Malaya el 17 de novembre de 1922. El 18 de novembre de 1922 la GAN li va retirar el títol de califa en favor del seu oncle Abdülmecit II, fill d'Abdülâziz. El califat seria abolit el 1924.
Mehmet VI va anar a Malta i després a la Meca on fou acollit pel rei de Hijaz Husayn ibn Ali. Alli va emetre una declaració segons la qual la separació del sultanat i el califat era contrari a la xara, que va trobar poc ressò. Després va sortir de la Meca i va anar a viure a la Riviera, a San Remo. Va morir a San Remo el 16 de maig de 1926, i va ser enterrat en el "hazire" (petit cimitier al jardi) de la mesquita Selimiye a Damasc.